# Петер Вільгельм Лунд
Петер Вільгельм Лунд (дан. Peter Wilhelm Lund; 14 червня 1801, Копенгаген — 5 травня 1880, Лагоа Санта, Бразилія) — данський фізик, ботанік, зоолог і палеонтолог. Більшу частину свого життя він працював і жив у Бразилії. Вважається батьком бразильської палеонтології та археології.

## Коротка біографія
Він жив і працював у Лагоа Санта, штат Мінас-Жерайс, Бразилія протягом 19 століття. Вперше вирушив у Бразилію в 1833 році й вирішив оселитися там для користі здоров'я. Його інтерес до копалин привело його до вивчення багатьох печер області. Він зібрав одну з найважливіших колекцій ссавців з однієї області в Неотропіках і вніс видатний внесок в опис фауни ссавців Бразилії плейстоцену і його часу, в тому числі опис роду Phyllomys в 1839. Протягом свого життя вів постійну кореспонденцію з Дарвіном.

## Описані види
- Carterodon sulcidens (Lund, 1841)

## Види, названі на його честь
- Lundomys molitor (плаваючий щур Лунда)